# Simulatore di sottomarini
Un simulatore di sottomarini  è un tipo di videogioco di simulazione nel quale il giocatore prende il comando di un sottomarino. Tipicamente i giochi di questo tipo consistono di una serie di missioni il cui obiettivo è affondare le navi in superficie o resistere ai contrattacchi dei cacciatorpediniere.
Una caratteristica dei simulatori di sottomarini è il ritmo estremamente variabile; spesso occorrono diverse ore per raggiungere la posizione per attaccare un convoglio, così in genere è disponibile l'opzione per modificare la velocità del gioco.
Molti simulatori utilizzano scenari tratti dalla Seconda guerra mondiale: in questo periodo infatti i sottomarini erano ampiamente utilizzati nelle missioni di guerra, e vi è al riguardo una documentazione molto ampia. Inoltre le limitate capacità dei sottomarini dell'epoca rendono il gioco più gestibile e meno complesso per il giocatore. In genere in questi giochi si possono comandare i sottomarini americani del Pacifico o gli U-Boot tedeschi nell'Atlantico.
Un altro genere molto popolare è quello che prevede il comando di un sottomarino moderno. Sono particolarmente diffusi i giochi basati sui sottomarini americani classe Los Angeles.
Tipicamente nel gioco in genere viene fornita una mappa o una visuale del radar che mostra la posizione del sottomarino e le navi rilevate, un periscopio per osservare in superficie se il sottomarino si trova a bassa profondità, una serie di indicatori mostranti profondità e rotta, il sistema per il controllo degli armamenti e uno schema tecnico del sottomarino indicante lo stato, l'operatività e i danni dei vari sottosistemi.
I simulatori di sottomarini erano molto popolari agli albori dell'era videoludica, soprattutto per via delle limitare richieste in fatto di hardware: la grafica consisteva in una serie di pannelli e pulsanti, e dato che spesso uno scenario comprendeva non più di una decina di navi che si muovevano a bassa velocità anche la potenza di calcolo richiesta era esigua.

Nei simulatori più recenti è stata migliorata la grafica inserendo interni fotorealistici al posto dei vecchi pannelli e indicatori, ma non sono state apportate modifiche sostanziali.
Il primo simulatore di sottomarini è stato Submarine Commander della Thorn EMI, nel 1982.

## Titoli
- 1914 Shells of Fury (2007)
- 688 Attack Sub (1988)
- 688(I) Hunter/Killer (1997)
- Aces of the Deep
- Das Boot
- Dangerous Waters (2005)
- Fast Attack
- Gato (1984)
- Grey Wolf
- The Hunt for Red October (1987)
- Iron Wolves
- Ocean Conqueror (1987)
- Red Storm Rising
- Silent Service (1985)
- Silent Service II (1990)
- Silent Hunter (1996)
- Silent Hunter II (2001)
- Silent Hunter III (2005)
- Silent Hunter 4: Wolves of the Pacific (2007)
- Silent Hunter 5: Battle of the Atlantic (2010)
- Silent Steel
- SSN-21 Seawolf
- Sub Battle Simulator
- Sub Command (2001)
- Treasures of the Deep (1997)
- U-BOAT
- U-Boat Simulator (2013)
- Up Periscope! (1986)
- Steel Diver (2011)